# Plongeon aux championnats du monde de natation 2009
Navigation
Melbourne 2007 Shanghai 2011
Dix épreuves de plongeon sont disputées dans le cadre des Championnats du monde de natation 2009 organisés à Rome (Italie). Elles se déroulent 17 au 25 juillet 2009 au cœur du complexe du Stade nautique olympique lui-même situé au Foro Italico. Une fosse à plongeon en extérieur de 21 m sur 21 est le cadre des compétitions. Les épreuves sont dominées par les plongeurs chinois qui remportent sept des dix titres en jeu, et près de la moitié des médailles.

## Tableau des médailles
| Rang  | Nation      | Or | Argent | Bronze | Total |
| ----- | ----------- | -- | ------ | ------ | ----- |
| 1     | Chine       | 7  | 4      | 3      | 14    |
| 2     | Russie      | 1  | 0      | 1      | 2     |
| 3     | Mexique     | 1  | 0      | 0      | 1     |
| 3     | Royaume-Uni | 1  | 0      | 0      | 1     |
| 5     | États-Unis  | 0  | 4      | 0      | 4     |
| 6     | Canada      | 0  | 1      | 2      | 3     |
| 7     | Italie      | 0  | 1      | 1      | 2     |
| 8     | Australie   | 0  | 0      | 1      | 1     |
| 8     | Cuba        | 0  | 0      | 1      | 1     |
| 8     | Malaisie    | 0  | 0      | 1      | 1     |
| Total | Total       | 10 | 10     | 10     | 30    |

## Délégations
Quarante-trois délégations sont représentées dans les épreuves de plongeon des Championnats du monde 2009. L'équipe la plus imposante est la formation chinoise, composée de quinze plongeurs ou plongeuses. En tout, 194 plongeurs participent aux dix épreuves organisées.
| - Allemagne – 12 - Arménie – 1 - Australie – 6 - Autriche – 2 - Azerbaïdjan – 1 - Biélorussie – 3 - Brésil – 3 - Canada – 9 - Chine – 15 - Taipei chinois – 1 - Colombie – 3 - Corée du Nord – 2 - Corée du Sud – 4 - Croatie – 1 - Cuba – 7 | - Espagne – 3 - États-Unis – 13 - Finlande – 1 - France – 4 - Géorgie – 2 - Grèce – 2 - Hong Kong – 1 - Hongrie – 4 - Indonésie – 2 - Italie – 14 - Japon – 4 - Koweït – 1 - Lituanie – 2 - Macao – 2 - Malaisie – 7 | - Mexique – 10 - Pays-Bas – 4 - Pologne – 1 - Norvège – 1 - République démocratique du Congo – 1 - République dominicaine – 1 - Roumanie – 3 - Royaume-Uni – 11 - Russie – 10 - Serbie – 2 - Suède – 4 - Ukraine – 11 - Venezuela – 3 |

## Résultats détaillés

### Épreuves individuelles

#### Plongeon individuel masculin à 1 m
| \| Rang \| Plongeur \| Points \| \| ------------------ \| ----------------------- \| ------ \| \| Médaille d'or \| Qin Kai (CHN) \| 449,00 \| \| Médaille d'argent \| Zhang Xinhua (CHN) \| 445,90 \| \| Médaille de bronze \| Matthew Mitcham (AUS) \| 440,20 \| \| 4 \| Peter Waterfield (GBR) \| 432,60 \| \| 5 \| Illya Kvasha (UKR) \| 413,10 \| \| 6 \| Javier Illana (ESP) \| 395,55 \| \| 7 \| Eric Sehn (CAN) \| 391,80 \| \| 8 \| Andrzej Rzeszutek (POL) \| 369,25 \| \| 9 \| Chris Colwill (GBR) \| 350,30 \| \| 10 \| Ilia Zakharov (RUS) \| 322,75 \| \| 11 \| Pavio Rozenberg (GBR) \| 320,65 \| \| 12 \| Carlos Calvo (ESP) \| 307,60 \| | Trente-cinq plongeurs sont inscrits à cette épreuve, la première achevée des championnats. Évalués par deux panels de sept juges, douze plongeurs sont qualifiés pour la finale qui a lieu le jour même, le 17 juillet 2009. En finale, l'Australien Matthew Mitcham réalise le meilleur premier plongeon mais est dépassé par le Chinois Qin Kai dès le second. Mitcham retrouve la tête à l'issue du quatrième saut, avant d'être une nouvelle dépassé par Qin qui remporte la médaille d'or à l'issue du sixième et dernier saut. Mitcham est quant à lui dépassé au classement général par l'autre Chinois de cette finale Zhang Xinhua, premier des qualifications, lors de ce dernier saut. Qin Kai décroche son troisième titre planétaire en carrière, son second individuel et son premier dans cette épreuve. |        |
| Rang | Plongeur | Points |
| Médaille d'or | Qin Kai (CHN) | 449,00 |
| Médaille d'argent | Zhang Xinhua (CHN) | 445,90 |
| Médaille de bronze | Matthew Mitcham (AUS) | 440,20 |
| 4 | Peter Waterfield (GBR) | 432,60 |
| 5 | Illya Kvasha (UKR) | 413,10 |
| 6 | Javier Illana (ESP) | 395,55 |
| 7 | Eric Sehn (CAN) | 391,80 |
| 8 | Andrzej Rzeszutek (POL) | 369,25 |
| 9 | Chris Colwill (GBR) | 350,30 |
| 10 | Ilia Zakharov (RUS) | 322,75 |
| 11 | Pavio Rozenberg (GBR) | 320,65 |
| 12 | Carlos Calvo (ESP) | 307,60 |

#### Plongeon individuel féminin à 1 m
| \| Rang \| Plongeur \| Points \| \| ------------------ \| ------------------------------ \| ------ \| \| Médaille d'or \| Yuliya Pakhalina (RUS) \| 325,05 \| \| Médaille d'argent \| Wu Minxia (CHN) \| 311,90 \| \| Médaille de bronze \| Wang Han (CHN) \| 303,95 \| \| 4 \| Tania Cagnotto (ITA) \| 296,60 \| \| 5 \| Sharleen Stratton (AUS) \| 284,15 \| \| 6 \| Maria Elisabetta Marconi (ITA) \| 268,80 \| \| 7 \| Rebecca Gallantree (GBR) \| 267,55 \| \| 8 \| Christina Loukas (USA) \| 266,35 \| \| 9 \| Katja Dieckow (GER) \| 265,40 \| \| 10 \| Mélanie Rinaldi (CAN) \| 256,35 \| \| 11 \| Veronika Kratochwil (AUT) \| 238,30 \| \| 12 \| Jennifer Abel (CAN) \| 236,80 \| | Trente plongeuses participent aux éliminatoires du tremplin individuel à 1 m organisée le 19 juillet 2009. Les douze meilleures sont qualifiées pour la finale organisée le jour même. Lors de celle-ci, la Russe Yuliya Pakhalina prend la tête dès le premier saut pour ne plus la quitter jusqu'au dernier des cinq passages sur le tremplin. Elle remporte à cette occasion son troisième titre planétaire, le dernier remontant à 1998. Elle devance deux Chinoises, Wu Minxia et Wang Han, respectivement reléguées à environ 13 et 21 points. |        |
| Rang | Plongeur | Points |
| Médaille d'or | Yuliya Pakhalina (RUS) | 325,05 |
| Médaille d'argent | Wu Minxia (CHN) | 311,90 |
| Médaille de bronze | Wang Han (CHN) | 303,95 |
| 4 | Tania Cagnotto (ITA) | 296,60 |
| 5 | Sharleen Stratton (AUS) | 284,15 |
| 6 | Maria Elisabetta Marconi (ITA) | 268,80 |
| 7 | Rebecca Gallantree (GBR) | 267,55 |
| 8 | Christina Loukas (USA) | 266,35 |
| 9 | Katja Dieckow (GER) | 265,40 |
| 10 | Mélanie Rinaldi (CAN) | 256,35 |
| 11 | Veronika Kratochwil (AUT) | 238,30 |
| 12 | Jennifer Abel (CAN) | 236,80 |

#### Plongeon individuel masculin à 3 m
| \| Rang \| Plongeur \| Points \| \| ------------------ \| ------------------------ \| ------ \| \| Médaille d'or \| He Chong (CHN) \| 505,20 \| \| Médaille d'argent \| Troy Dumais (USA) \| 498,40 \| \| Médaille de bronze \| Alexandre Despatie (CAN) \| 490,30 \| \| 4 \| Zhang Xinhua (CHN) \| 487,75 \| \| 5 \| Cesar Castro (BRA) \| 466,90 \| \| 6 \| Yahel Castillo (MEX) \| 459,90 \| \| 7 \| Javier Illana (ESP) \| 452,10 \| \| 8 \| Chris Colwill (USA) \| 451,70 \| \| 9 \| Matthew Mitcham (AUS) \| 431,30 \| \| 10 \| Patrick Hausding (GER) \| 426,45 \| \| 11 \| Reuben Ross (CAN) \| 425,30 \| \| 12 \| Michele Benedetti (ITA) \| 415,70 \| |                          |        |
| Rang | Plongeur                 | Points |
| Médaille d'or | He Chong (CHN)           | 505,20 |
| Médaille d'argent | Troy Dumais (USA)        | 498,40 |
| Médaille de bronze | Alexandre Despatie (CAN) | 490,30 |
| 4 | Zhang Xinhua (CHN)       | 487,75 |
| 5 | Cesar Castro (BRA)       | 466,90 |
| 6 | Yahel Castillo (MEX)     | 459,90 |
| 7 | Javier Illana (ESP)      | 452,10 |
| 8 | Chris Colwill (USA)      | 451,70 |
| 9 | Matthew Mitcham (AUS)    | 431,30 |
| 10 | Patrick Hausding (GER)   | 426,45 |
| 11 | Reuben Ross (CAN)        | 425,30 |
| 12 | Michele Benedetti (ITA)  | 415,70 |

#### Plongeon individuel féminin à 3 m
| \| Rang \| Plongeur \| Points \| \| ------------------ \| --------------------------- \| ------ \| \| Médaille d'or \| Guo Jingjing (CHN) \| 388,20 \| \| Médaille d'argent \| Émilie Heymans (CAN) \| 346,45 \| \| Médaille de bronze \| Tania Cagnotto (ITA) \| 341,25 \| \| 4 \| He Zi (CHN) \| 336,65 \| \| 5 \| Ariel Rittenhouse (USA) \| 335,10 \| \| 6 \| Sharleen Stratton (AUS) \| 327,75 \| \| 7 \| Anastasia Pozdniakova (RUS) \| 320,65 \| \| 8 \| Christina Loukas (USA) \| 320,20 \| \| 9 \| Briony Cole (AUS) \| 311,50 \| \| 10 \| Laura Sanchez (MEX) \| 300,60 \| \| 11 \| Jennifer Abel (CAN) \| 265,55 \| \| 12 \| Katja Dieckow (GER) \| 252,30 \| |                             |        |
| Rang | Plongeur                    | Points |
| Médaille d'or | Guo Jingjing (CHN)          | 388,20 |
| Médaille d'argent | Émilie Heymans (CAN)        | 346,45 |
| Médaille de bronze | Tania Cagnotto (ITA)        | 341,25 |
| 4 | He Zi (CHN)                 | 336,65 |
| 5 | Ariel Rittenhouse (USA)     | 335,10 |
| 6 | Sharleen Stratton (AUS)     | 327,75 |
| 7 | Anastasia Pozdniakova (RUS) | 320,65 |
| 8 | Christina Loukas (USA)      | 320,20 |
| 9 | Briony Cole (AUS)           | 311,50 |
| 10 | Laura Sanchez (MEX)         | 300,60 |
| 11 | Jennifer Abel (CAN)         | 265,55 |
| 12 | Katja Dieckow (GER)         | 252,30 |

#### Plongeon individuel masculin à 10 m
| \| Rang \| Plongeur \| Points \| \| ------------------ \| ------------------------- \| ------ \| \| Médaille d'or \| Tom Daley (GBR) \| 539,85 \| \| Médaille d'argent \| Qiu Bo (CHN) \| 532,20 \| \| Médaille de bronze \| Zhou Luxin (CHN) \| 530,55 \| \| 4 \| Matthew Mitcham (AUS) \| 529,50 \| \| 5 \| Aleksey Kravchenko (RUS) \| 493,90 \| \| 6 \| David Boudia (USA) \| 491,80 \| \| 7 \| Sascha Klein (GER) \| 478,90 \| \| 8 \| Constantin Popovici (ROU) \| 476,20 \| \| 9 \| Riley McCormick (GER) \| 470,30 \| \| 10 \| Rommel Pacheco (MEX) \| 456,20 \| \| 11 \| Jonathan Ruvalcaba (MEX) \| 390,35 \| \| 12 \| Bryon Nickson Lomas (MAS) \| 372,10 \| | Trente-huit plongeurs participent aux séries éliminatoires du plongeon de haut vol sur la plateforme de 10 m prévues le 20 juillet 2009. Le lendemain, les dix-huit premiers de ses séries s'affrontent lors en demi-finale d'où s'extraient douze finalistes. Sept juges les évaluent le jour même lors de la finale, ce lors de six séances de saut. Après le premier saut, le Britannique Tom Daley, 15 ans, occupe la première position. Il s'ensuit un duel entre le Chinois Qiu Bo, premier à partir du deuxième saut, et l'Australien Matthew Mitcham, premier après le troisième passage sur la plateforme. Relégué au quatrième puis au troisième rang, Daley refait son retard lors de l'ultime saut qui lui permet même de remporter l'épreuve. Il devient à cette occasion le plus jeune champion du monde de l'histoire, environ sept points devant le Qiu neuf devant Zhou Luxin, lequel a dépassé Mitcham d'un point lors du dernier saut pour la médaille de bronze. |        |
| Rang | Plongeur | Points |
| Médaille d'or | Tom Daley (GBR) | 539,85 |
| Médaille d'argent | Qiu Bo (CHN) | 532,20 |
| Médaille de bronze | Zhou Luxin (CHN) | 530,55 |
| 4 | Matthew Mitcham (AUS) | 529,50 |
| 5 | Aleksey Kravchenko (RUS) | 493,90 |
| 6 | David Boudia (USA) | 491,80 |
| 7 | Sascha Klein (GER) | 478,90 |
| 8 | Constantin Popovici (ROU) | 476,20 |
| 9 | Riley McCormick (GER) | 470,30 |
| 10 | Rommel Pacheco (MEX) | 456,20 |
| 11 | Jonathan Ruvalcaba (MEX) | 390,35 |
| 12 | Bryon Nickson Lomas (MAS) | 372,10 |

#### Plongeon individuel féminin à 10 m
| \| Rang \| Plongeuse \| Points \| \| ------------------ \| ---------------------- \| ------ \| \| Médaille d'or \| Paola Espinosa (MEX) \| 428,50 \| \| Médaille d'argent \| Chen Ruolin (CHN) \| 417,60 \| \| Médaille de bronze \| Kang Li (CHN) \| 410,35 \| \| 4 \| Meaghan Benfeito (CAN) \| 396,50 \| \| 5 \| Pandelela Rinong (MAS) \| 354,45 \| \| 6 \| Christin Steuer (GER) \| 353,75 \| \| 7 \| Alexandra Croak (AUS) \| 351,85 \| \| 8 \| Tonia Couch (GBR) \| 351,00 \| \| 9 \| Audrey Labeau (FRA) \| 348,90 \| \| 10 \| Roseline Filion (CAN) \| 340,20 \| \| 11 \| Melissa Wu (AUS) \| 329,75 \| \| 12 \| Yulia Koltunova (RUS) \| 321,70 \| | Trente et une plongeuses participent aux épreuves préliminaires le 17 juillet 2009. Le lendemain, dix-huit sportives sont alignées lors d'une demi-finale dans laquelle les seules douze premières se qualifient pour la finale qui a lieu le même jour. Lors de celle-ci, l'Australienne Alexandra Croak réalise le meilleur premier saut mais est dépassée par la Chinoise Kang Li après le deuxième saut. Déjà auteur du meilleur total de points sur le deuxième saut, la Mexicaine Paola Espinosa fait de même sur les troisième, quatrième et cinquième passages sur la plateforme de 10 m, prenant ainsi la première place. Après le sixième et dernier saut, elle remporte la médaille d'or, un peu plus de 10 points devant la Chinoise Chen Ruolin, championne olympique en titre. La médaille de bronze revient à sa compatriote Kang. |        |
| Rang | Plongeuse | Points |
| Médaille d'or | Paola Espinosa (MEX) | 428,50 |
| Médaille d'argent | Chen Ruolin (CHN) | 417,60 |
| Médaille de bronze | Kang Li (CHN) | 410,35 |
| 4 | Meaghan Benfeito (CAN) | 396,50 |
| 5 | Pandelela Rinong (MAS) | 354,45 |
| 6 | Christin Steuer (GER) | 353,75 |
| 7 | Alexandra Croak (AUS) | 351,85 |
| 8 | Tonia Couch (GBR) | 351,00 |
| 9 | Audrey Labeau (FRA) | 348,90 |
| 10 | Roseline Filion (CAN) | 340,20 |
| 11 | Melissa Wu (AUS) | 329,75 |
| 12 | Yulia Koltunova (RUS) | 321,70 |

### Épreuves synchronisées

#### Plongeon synchronisé masculin à 3 m
| \| Rang \| Plongeur \| Points \| \| ------------------ \| --------------------------------------------------------- \| ------ \| \| Médaille d'or \| Qin Kai & Wang Feng (CHN) \| 449,00 \| \| Médaille d'argent \| Troy Dumais & Kristian Ipsen (USA) \| 445,90 \| \| Médaille de bronze \| Alexandre Despatie & Reuben Ross (CAN) \| 440,20 \| \| 4 \| Nicola Marconi & Tommaso Marconi (ITA) \| 432,60 \| \| 5 \| Stephan Feck & Patrick Hausding (GER) \| 413,10 \| \| 6 \| Yuriy Kunakov & Dmitri Sautin (RUS) \| 395,55 \| \| 7 \| Nicholas Robinson-Baker & Benjamin Swain (GBR) \| 391,80 \| \| 8 \| Jose Antonio Guerra Oliva & Jorge Betancourt Garcia (CUB) \| 369,25 \| \| 9 \| Damien Cély & Matthieu Rosset (FRA) \| 350,30 \| \| 10 \| Alejandro Islas & Jonathan Ruvalcaba (MEX) \| 322,75 \| \| 11 \| Roslan Rossharisham & Yeoh Ken Nee (MAS) \| 320,65 \| \| 12 \| Carlos Calvo & Javier Illana (ESP) \| 307,60 \| | Vingt duos de plongeurs participent aux séries éliminatoires du plongeon synchronisé sur tremplin de 3 m. Évalués par deux jurys de neuf personnes évaluant l'exécution et la synchronisation du saut, douze équipes sont qualifiées pour la finale qui a lieu le jour même, le 18 juillet 2009. Lors de la finale, le duo chinois composé de Qin Kai et Wang Feng domine de bout en bout la compétition en réalisant cinq des six meilleurs sauts de la compétition. Déjà champions olympiques en titre, ils conservent leur titre mondial acquis en 2007. Qin remporte sa deuxième médaille d'or après celle enlevée sur l'épreuve individuelle du tremplin à 1 m. La paire chinoise devance l'équipe américaine et l'équipe canadienne, relégués à plus de 20 et environ 40 points |        |
| Rang | Plongeur | Points |
| Médaille d'or | Qin Kai & Wang Feng (CHN) | 449,00 |
| Médaille d'argent | Troy Dumais & Kristian Ipsen (USA) | 445,90 |
| Médaille de bronze | Alexandre Despatie & Reuben Ross (CAN) | 440,20 |
| 4 | Nicola Marconi & Tommaso Marconi (ITA) | 432,60 |
| 5 | Stephan Feck & Patrick Hausding (GER) | 413,10 |
| 6 | Yuriy Kunakov & Dmitri Sautin (RUS) | 395,55 |
| 7 | Nicholas Robinson-Baker & Benjamin Swain (GBR) | 391,80 |
| 8 | Jose Antonio Guerra Oliva & Jorge Betancourt Garcia (CUB) | 369,25 |
| 9 | Damien Cély & Matthieu Rosset (FRA) | 350,30 |
| 10 | Alejandro Islas & Jonathan Ruvalcaba (MEX) | 322,75 |
| 11 | Roslan Rossharisham & Yeoh Ken Nee (MAS) | 320,65 |
| 12 | Carlos Calvo & Javier Illana (ESP) | 307,60 |

#### Plongeon synchronisé féminin à 3 m
| \| Rang \| Plongeur \| Points \| \| ------------------ \| ---------------------------------------------- \| ------ \| \| Médaille d'or \| Guo Jingjing & Wu Minxia (CHN) \| 348,00 \| \| Médaille d'argent \| Tania Cagnotto & Francesca Dallapé (ITA) \| 329,70 \| \| Médaille de bronze \| Ioulia Pakhalina & Anastasia Pozdniakova (RUS) \| 310,80 \| \| 4 \| Jennifer Abel & Mélanie Rinaldi (CAN) \| 309,90 \| \| 5 \| Briony Cole & Sharleen Stratton (AUS) \| 309,18 \| \| 6 \| Kelci Bryant & Ariel Rittenhouse (USA) \| 305,10 \| \| 7 \| Paola Espinosa & Laura Sanchez (MEX) \| 304,50 \| \| 8 \| Mai Nakagawa & Sakaya Shibusawa (JPN) \| 291,45 \| \| 9 \| Katja Dieckow & Nora Subschinski (GER) \| 282,30 \| \| 10 \| Olena Fedorova & Alevtyna Korolyova (UKR) \| 263,67 \| \| 11 \| Raisa Geurtsen & Iris Janssen (NED) \| 262,44 \| \| 12 \| Piroska Flóra Gondos & Zsófia Reisinger (HUN) \| 245,19 \| |                                                |        |
| Rang | Plongeur                                       | Points |
| Médaille d'or | Guo Jingjing & Wu Minxia (CHN)                 | 348,00 |
| Médaille d'argent | Tania Cagnotto & Francesca Dallapé (ITA)       | 329,70 |
| Médaille de bronze | Ioulia Pakhalina & Anastasia Pozdniakova (RUS) | 310,80 |
| 4 | Jennifer Abel & Mélanie Rinaldi (CAN)          | 309,90 |
| 5 | Briony Cole & Sharleen Stratton (AUS)          | 309,18 |
| 6 | Kelci Bryant & Ariel Rittenhouse (USA)         | 305,10 |
| 7 | Paola Espinosa & Laura Sanchez (MEX)           | 304,50 |
| 8 | Mai Nakagawa & Sakaya Shibusawa (JPN)          | 291,45 |
| 9 | Katja Dieckow & Nora Subschinski (GER)         | 282,30 |
| 10 | Olena Fedorova & Alevtyna Korolyova (UKR)      | 263,67 |
| 11 | Raisa Geurtsen & Iris Janssen (NED)            | 262,44 |
| 12 | Piroska Flóra Gondos & Zsófia Reisinger (HUN)  | 245,19 |

#### Plongeon synchronisé masculin à 10 m
| \| Rang \| Plongeur \| Points \| \| ------------------ \| ---------------------------------------------------------- \| ------ \| \| Médaille d'or \| Huo Ling & Lin Yue (CHN) \| 482,58 \| \| Médaille d'argent \| David Boudia & Thomas Finchum (USA) \| 456,84 \| \| Médaille de bronze \| Jose Antonio Guerra Oliva & Jeinkler Ernesto Aguirre (CUB) \| 456,60 \| \| 4 \| Patrick Hausding & Sascha Klein (GER) \| 455,76 \| \| 5 \| Andrea Chiarabini & Francesco dell'Uomo (ITA) \| 411,03 \| \| 6 \| Kwon Kyungmin & Cho Kwanhoon (KOR) \| 408,84 \| \| 7 \| Riley McCormick & Reuben Ross (CAN) \| 406,98 \| \| 8 \| Iván Garcia & German Sanchez (MEX) \| 400,83 \| \| 9 \| Max Brick & Tom Daley (GBR) \| 390,36 \| \| 10 \| Victor Minibaev & Ilya Zakharov (RUS) \| 389,91 \| \| 11 \| Vadim Kaptur & Aliaksandr Varlamau (BLR) \| 385,77 \| \| 12 \| Oleksandr Bondar & Oleksandr Gorshkovozov (UKR) \| 384,87 \| |                                                            |        |
| Rang | Plongeur                                                   | Points |
| Médaille d'or | Huo Ling & Lin Yue (CHN)                                   | 482,58 |
| Médaille d'argent | David Boudia & Thomas Finchum (USA)                        | 456,84 |
| Médaille de bronze | Jose Antonio Guerra Oliva & Jeinkler Ernesto Aguirre (CUB) | 456,60 |
| 4 | Patrick Hausding & Sascha Klein (GER)                      | 455,76 |
| 5 | Andrea Chiarabini & Francesco dell'Uomo (ITA)              | 411,03 |
| 6 | Kwon Kyungmin & Cho Kwanhoon (KOR)                         | 408,84 |
| 7 | Riley McCormick & Reuben Ross (CAN)                        | 406,98 |
| 8 | Iván Garcia & German Sanchez (MEX)                         | 400,83 |
| 9 | Max Brick & Tom Daley (GBR)                                | 390,36 |
| 10 | Victor Minibaev & Ilya Zakharov (RUS)                      | 389,91 |
| 11 | Vadim Kaptur & Aliaksandr Varlamau (BLR)                   | 385,77 |
| 12 | Oleksandr Bondar & Oleksandr Gorshkovozov (UKR)            | 384,87 |

#### Plongeon synchronisé féminin à 10 m
| \| Rang \| Plongeur \| Points \| \| ------------------ \| --------------------------------------------------- \| ------ \| \| Médaille d'or \| Chen Ruolin & Wang Xin (CHN) \| 369,18 \| \| Médaille d'argent \| Mary Beth Dunnichay & Haley Ishimatsu (USA) \| 324,66 \| \| Médaille de bronze \| Leong Mun Yee & Pamg Pandelela Rinong (MAS) \| 321,66 \| \| 4 \| Meaghan Benfeito & Roseline Filion (CAN) \| 321,39 \| \| 5 \| Melissa Wu & Briony Cole (AUS) \| 320,58 \| \| 6 \| Monique Gladding & Megan Sylvester (GBR) \| 306,90 \| \| 7 \| Claire Febvay & Audrey Labeau (FRA) \| 299,28 \| \| 8 \| Josephine Möller & Nora Subschinski (GER) \| 299,22 \| \| 9 \| Paola Espinosa & Laura Sanchez (MEX) \| 297,00 \| \| 10 \| Valentina Marocchi & Breda Spaziani (ITA) \| 293,88 \| \| 11 \| Natalia Goncharova & Yulia Koltunova (RUS) \| 292,56 \| \| 12 \| Yaima Rosario Mena Peña & Annia Rivera Robira (CUB) \| 281,34 \| |                                                     |        |
| Rang | Plongeur                                            | Points |
| Médaille d'or | Chen Ruolin & Wang Xin (CHN)                        | 369,18 |
| Médaille d'argent | Mary Beth Dunnichay & Haley Ishimatsu (USA)         | 324,66 |
| Médaille de bronze | Leong Mun Yee & Pamg Pandelela Rinong (MAS)         | 321,66 |
| 4 | Meaghan Benfeito & Roseline Filion (CAN)            | 321,39 |
| 5 | Melissa Wu & Briony Cole (AUS)                      | 320,58 |
| 6 | Monique Gladding & Megan Sylvester (GBR)            | 306,90 |
| 7 | Claire Febvay & Audrey Labeau (FRA)                 | 299,28 |
| 8 | Josephine Möller & Nora Subschinski (GER)           | 299,22 |
| 9 | Paola Espinosa & Laura Sanchez (MEX)                | 297,00 |
| 10 | Valentina Marocchi & Breda Spaziani (ITA)           | 293,88 |
| 11 | Natalia Goncharova & Yulia Koltunova (RUS)          | 292,56 |
| 12 | Yaima Rosario Mena Peña & Annia Rivera Robira (CUB) | 281,34 |